# Юнацькі ігри Співдружності
Юнацькі ігри Співдружності (CYG) — це міжнародний мульти-спортивний захід, організований Федерацією ігор співдружності. Ігри Співдружності проводяться кожні чотири роки. Перші змагання були проведені в Единбурзі (Шотландія) з 10 по 14 серпня 2000 року. Вікові обмеження для спортсменів від 14 до 18 років. Федерація ігор співдружності обговорювала ідею проведення Юнацьких ігор Співдружності вже у 1997 році. У 1998 році концепція була прийнята в цілях забезпечення мульти-спортивних заходів Співдружності для молодих людей, що народилися в 1986 календарному році або пізніше.

## Проведення Ігор
Перші Юнацькі ігри Співдружності пройшли в Единбурзі, Шотландії з 10 по 14 серпня 2000 року. Молоді спортсмени з 14 країн світу змагались за 483 медалей протягом трьох днів з 8 видів спорту: легка атлетика, фехтування, гімнастика, хокей, теніс, сквош, плавання і важка атлетика.  
733 спортсменів та представників команд, 280 технічних працівників і близько 500 добровольців взяли участь у заході.
Другі Юнацькі ігри Співдружності відбулися у Бендіго, Австралія в грудні 2004 року. В них взяли участь 24 країни світу у 10 видах спорту протягом 3 днів, до яких входили: легка атлетика, бадмінтон, бокс, боулінг на траві, регбі-7, боулінг, плавання, велоспорт, гімнастика і важка атлетика. Загалом в Іграх у Бендіго брали участь 1000 спортсменів та представників команд.
Треті Юнацькі ігри Співдружності відбулися в Пуне, Індія з 12 по 18 жовтня 2008 року. Понад 1220 спортсменів і 350 офіційних осіб з 71 країн взяли участь у цих іграх у 9-ти дисциплінах: легка атлетика, бадмінтон, бокс, стрільба, плавання, настільний теніс, теніс, важка атлетика і боротьба.
Четверті Юнацькі ігри Співдружності відбулися на Острові Мен з 12 по 18 жовтня 2008 року. На цих молодіжних іграх виступали спортсмени із 64 країн.
П'яті Юнацькі ігри Співдружності відбулися у Апіа, столиці Самоа. Самоа були єдиними претендентами на ці Ігри. Близько тисячі спортсменів з 63 країн і територій взяли участь в Іграх з дев'яти видах спорту: водні види спорту, стрільба з лука, легка атлетика, бокс, боулінг на траві, регбі, сквош, теніс і важка атлетика.

## Список молодіжних ігор Співдружності
| Номерація | Рік  | Місце                                         | Дата                    | Кількість націй | Конкуренти | Спортсмени | Події | Топ Нація |
| --------- | ---- | --------------------------------------------- | ----------------------- | --------------- | ---------- | ---------- | ----- | --------- |
| I         | 2000 | Единбург, Шотландія                           | 10–14 серпня            | 15              | 773        | 8          | 112   | Англія    |
| II        | 2004 | Бендіго, Австралія                            | 30 листопада — 3 грудня | 22              | 980        | 10         | 146   | Австралія |
| III       | 2008 | Пуне, Індія                                   | 12–18 жовтня            | 71              | 1220       | 9          | 117   | Індія     |
| IV        | 2011 | Острів Мен                                    | 7–13 вересня            | 63              | 804        | 7          | 112   | Англія    |
| V         | 2015 | Апіа, Самоа                                   | 5–11 вересня            | 63              | 926        | 9          | 107   | Австралія |
| VI        | 2017 | Нассау (Багамські Острови), Багамські Острови | 19–23 липня             | 65              | 1034       | 8          | 96    | Англія    |
| VII       | 2021 | Белфаст, Північна Ірландія                    | TBD                     | TBD             | TBD        | TBD        | TBD   | -         |

## Медальна таблиця
В таблиці наведено результати виграних медалей країнами-учасниками з перших Юнацьких ігор Співдружності у 2000 році і до 2015 року у різних видах спорту.
| Місце | Країна                        | Золото | Срібло | Бронза | Загалом |
| ----- | ----------------------------- | ------ | ------ | ------ | ------- |
| 1     | Австралія                     | 171    | 133    | 112    | 416     |
| 2     | Англія                        | 157    | 135    | 102    | 395     |
| 3     | ПАР                           | 53     | 70     | 80     | 203     |
| 4     | Індія                         | 51     | 38     | 36     | 125     |
| 5     | Нова Зеландія                 | 40     | 48     | 44     | 132     |
| 6     | Шотландія                     | 35     | 42     | 75     | 149     |
| 7     | Малайзія                      | 24     | 18     | 13     | 55      |
| 8     | Науру                         | 19     | 2      | 1      | 22      |
| 9     | Уельс                         | 13     | 34     | 30     | 77      |
| 10    | Сінгапур                      | 12     | 11     | 16     | 49      |
| 11    | Кенія                         | 11     | 8      | 2      | 21      |
| 12    | Канада                        | 9      | 27     | 29     | 65      |
| 13    | Північна Ірландія             | 9      | 17     | 20     | 46      |
| 13    | Нігерія                       | 6      | 2      | 3      | 11      |
| 16    | Ямайка                        | 6      | 4      | 7      | 14      |
| 15    | Шрі-Ланка                     | 4      | 7      | 3      | 14      |
| 17    | Самоа                         | 4      | 6      | 11     | 21      |
| 18    | Уганда                        | 3      | 8      | 4      | 15      |
| 19    | Фіджі                         | 3      | 3      | 3      | 9       |
| 20    | Кіпр                          | 3      | 5      | 6      | 14      |
| 21    | Гернсі                        | 3      | 0      | 0      | 3       |
| 22    | Ботсвана                      | 2      | 1      | 7      | 10      |
| 23    | Замбія                        | 2      | 0      | 2      | 4       |
| 24    | Руанда                        | 2      | 0      | 1      | 3       |
| 25    | Барбадос                      | 2      | 0      | 0      | 2       |
| 26    | Багамські Острови             | 1      | 2      | 10     | 13      |
| 27    | Джерсі                        | 1      | 2      | 2      | 5       |
| 28    | Намібія                       | 1      | 1      | 0      | 2       |
| 29    | Папуа Нова Гвінея             | 1      | 0      | 2      | 3       |
| 30    | Бангладеш                     | 1      | 0      | 2      | 3       |
| 31    | Бермудські Острови            | 1      | 0      | 1      | 2       |
|       | Гана                          | 1      | 0      | 1      | 2       |
| 33    | Антигуа і Барбуда             | 1      | 0      | 0      | 1       |
| 34    | Острів Мен                    | 0      | 4      | 1      | 5       |
| 35    | Домініка                      | 0      | 2      | 1      | 3       |
| 36    | Острови Кука                  | 0      | 1      | 2      | 3       |
|       | Соломонові Острови            | 0      | 1      | 2      | 3       |
| 38    | Сент-Люсія                    | 0      | 1      | 1      | 2       |
|       | Тонга                         | 0      | 1      | 1      | 2       |
| 40    | Британські Віргінські Острови | 0      | 1      | 1      | 2       |
| 41    | Ангілья                       | 0      | 1      | 0      | 1       |
|       | Гамбія                        | 0      | 1      | 0      | 1       |
|       | Гаяна                         | 0      | 1      | 0      | 1       |
|       | Мозамбік                      | 0      | 1      | 0      | 1       |
| 42    | Маврикій                      | 0      | 0      | 3      | 3       |
| 43    | Острів Норфолк                | 0      | 0      | 2      | 2       |
| 44    | Гренада                       | 0      | 0      | 1      | 1       |
|       | Намібія                       | 0      | 0      | 1      | 1       |
|       | Сент-Кіттс і Невіс            | 0      | 0      | 1      | 1       |
|       | Сейшельські Острови           | 0      | 0      | 1      | 1       |
|       | Тринідад і Тобаго             | 0      | 0      | 1      | 1       |
|       | Острови Теркс і Кайкос        | 0      | 0      | 2      | 2       |